# Marcelin (Białołęka)
Marcelin – osiedle w północno-wschodniej części Warszawy, w dzielnicy Białołęka.

## Opis
Marcelin to dawna wieś oraz folwark, założony na początku XIX wieku. Dzięki kolonistom niemieckim na terenie Marcelina rozwinęło się ogrodnictwo. Nazwa ma charakter posesywny.
W 1951 roku Marcelin został przyłączony do Warszawy.
Od 2016 na terenie Marcelina działa Centrum Technologii ICM Uniwersytetu Warszawskiego.

## Inne informacje
Taką samą nazwę nosi również część miasta w dzielnicy Mokotów.